# 1351
1351 (MCCCLI) var ett normalår som började en lördag i den julianska kalendern.

## Händelser

### Mars
- 27 mars – De trettios kamp, en vida besjungen och romantiserad riddardrabbning utspelar sig utanför Slottet Josselin, Bretagne.

### Okänt datum
- Våren – Sannolikt sluts ett stillestånd mellan Sverige och Novgorod i Dorpat.
- Petrus Thyrgilli blir ny svensk ärkebiskop.
- Digerdöden avtar och försvinner från Sverige (med Finland).

## Födda
- 1 november – Leopold III, hertig av Steiermark och hertig av Tyrolen.
- Jobst av Mähren, hertig av Mähren, kurfurste av Brandenburg och tysk-romersk kung.

## Avlidna
- 15 maj – Heming Nilsson, svensk ärkebiskop sedan 1341.
- 20 juni – Margareta Ebner, tysk dominikan.
- Israel Birgersson, svensk storman, lagman i Uppland, riksråd.